# KV3

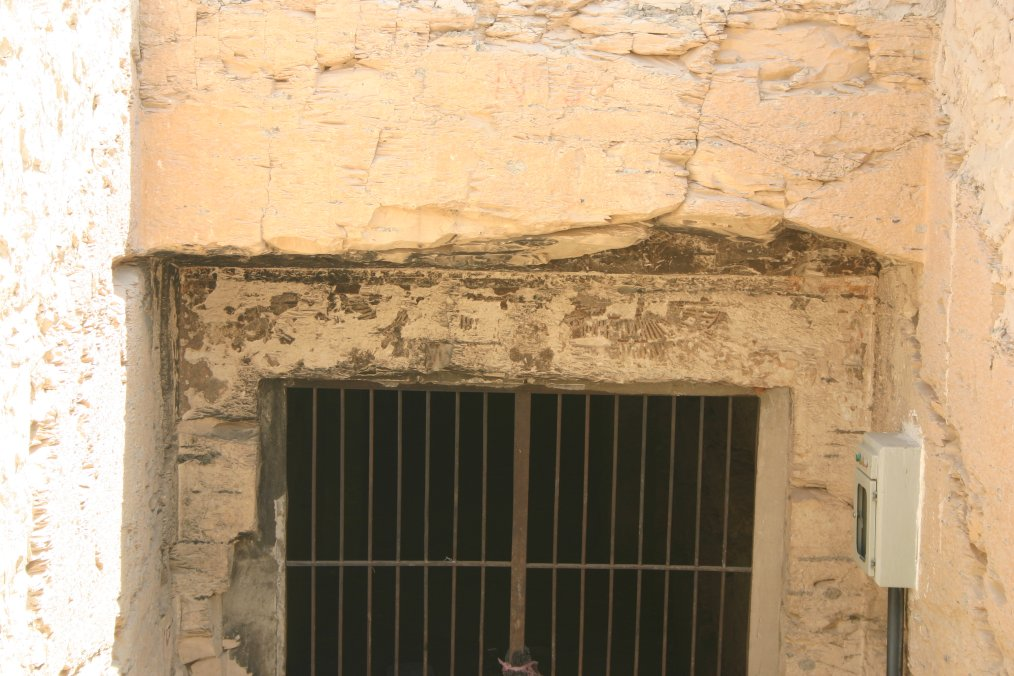
Ingresso della tomba KV3

KV3 (Kings' Valley 3) è la sigla che identifica una delle tombe della Valle dei Re in Egitto; verosimilmente sepoltura di un principe figlio del faraone Ramses III (XX dinastia).
Nota fin dall'antichità, KV3 venne mappata e rilevata da Richard Pococke nel 1737-1738; nuovamente mappata e rilevata nel 1825 da James Burton. La spedizione franco-toscana del 1828-1829 di Ippolito Rosellini ne eseguì i rilievi epigrafici. Al suo ingresso furono rilevate da James Burton, negli anni '20 dell' '800, tracce di cartigli di Ramses III, ma non venne, verosimilmente, mai usata. Le pitture parietali sono ormai illeggibili e ne danno menzione solo Burton e Karl Richard Lepsius che la visitò intorno al 1840.
Architettonicamente si sviluppa su unico asse, come tipico delle tombe della XX dinastia, ma mancano alcuni dei locali tipici delle sepolture reali. L'assegnazione ad un principe, e non ad un sovrano, deriva perciò dall'assenza di tali locali, nonché da un ostrakon, oggi al Museo egizio di Berlino, in cui si legge che una squadra, nell'anno ventottesimo di Ramses III, venne inviata nella Valle dei Re per trovare un sito in cui scavare la tomba per un principe di Sua Maestà.
Il degrado oggi presentato dalla tomba deriva anche dal fatto che, nel VI secolo, venne adibita a cappella copta dalle comunità cristiane che si erano installate nella valle.